# Гринленд (Арканзас)
Гринленд (англ. Greenland) — город, расположенный в округе Вашингтон (штат Арканзас, США) с населением в 907 человек по статистическим данным переписи 2000 года.

## География
По данным Бюро переписи населения США город Гринленд имеет общую площадь в 6,99 квадратных километров, водных ресурсов в черте населённого пункта не имеется.
Город Гринленд расположен на высоте 381 метр над уровнем моря.

## Демография
По данным переписи населения 2000 года в Гринленде проживало 907 человек, 259 семей, насчитывалось 335 домашних хозяйств и 361 жилой дом. Средняя плотность населения составляла около 128 человек на один квадратный километр. Расовый состав Гринленда по данным переписи распределился следующим образом: 95,48 % белых, 1,10 % — чёрных или афроамериканцев, 1,21 % — коренных американцев, 0,44 % — азиатов, 1,21 % — представителей смешанных рас, 0,55 % — других народностей. Испаноговорящие составили 2,21 % от всех жителей города.
Из 335 домашних хозяйств в 38,8 % — воспитывали детей в возрасте до 18 лет, 61,2 % представляли собой совместно проживающие супружеские пары, в 12,2 % семей женщины проживали без мужей, 22,4 % не имели семей. 19,1 % от общего числа семей на момент переписи жили самостоятельно, при этом 7,5 % составили одинокие пожилые люди в возрасте 65 лет и старше. Средний размер домашнего хозяйства составил 2,71 человек, а средний размер семьи — 3,08 человек.
Население города по возрастному диапазону по данным переписи 2000 года распределилось следующим образом: 28,6 % — жители младше 18 лет, 8,3 % — между 18 и 24 годами, 31,2 % — от 25 до 44 лет, 21,7 % — от 45 до 64 лет и 10,3 % — в возрасте 65 лет и старше. Средний возраст жителей составил 35 лет. На каждые 100 женщин в Гринленде приходилось 98,5 мужчин, при этом на каждые сто женщин 18 лет и старше приходилось 94 мужчины также старше 18 лет.
Средний доход на одно домашнее хозяйство в городе составил 39 643 доллара США, а средний доход на одну семью — 41 875 долларов. При этом мужчины имели средний доход в 28 750 долларов США в год против 21 750 долларов среднегодового дохода у женщин. Доход на душу населения в городе составил 16 127 долларов в год. 6,9 % от всего числа семей в городе и 7,3 % от всей численности населения находилось на момент переписи населения за чертой бедности, при этом 5,2 % из них были моложе 18 лет и 8,3 % — в возрасте 65 лет и старше.